# 石祗
石 祗（せき し、? - 351年）は、五胡十六国時代の後趙の第7代君主。父は石虎。冉閔が後趙の皇族を虐殺して魏国を樹立すると、皇帝に即位して対抗したが、配下の裏切りに遭って殺された。晋書・十六国春秋では、第6代君主石鑑の死をもって後趙は滅亡したとしており、石祗は歴代君主に数えられておらず、あくまで残党勢力の首領という扱いに過ぎない。

## 生涯
石虎の子として生まれたが、父の時代の事績は伝わっていない。
時期は不明だが新興王に封じられ、襄国を鎮守していた。
349年12月、冉閔（当時の名は石閔）・李農の専横により後趙が乱れると、石祗は冉閔らの誅殺を掲げ、羌族酋長姚弋仲・氐族酋長蒲洪（後の苻洪）らと結託して内外へ檄を飛ばした。これを聞いた冉閔は汝陰王石琨（石祗の弟）を大都督に任じ、太尉張挙・侍中呼延盛に7万の兵卒を与えて、二道から石祗を攻撃させた。
350年1月、冉閔は自らの独断で国号を「衛」に変更し、青龍と改元した。だが、太宰趙庶・太尉張挙を始め万を越える公卿がこれに反発し、多くが石祗の下へ帰順した。さらに、石琨は冀州へ逃亡し、撫軍将軍張沈は滏口へ、衛軍将軍張賀度は石瀆へ、建義将軍段勤は黎陽へ、寧南将軍楊群は桑壁へ、鎮南将軍劉国は陽城へ、段龕は陳留へ、姚弋仲は灄頭へ、蒲洪は枋頭へ拠り、彼らは各々数万の兵を擁して冉閔へ反旗を翻した。
2月、冉閔は第6代皇帝石鑑を殺害し、石虎の孫28人を皆殺しとすると、自ら帝位に即いて国号を「大魏」と定め、永興と改元した（冉魏の樹立）。3月、石祗は石鑑の死を知ると、襄国において帝位に即き、永寧と改元した。これにより、石琨を始めとした州郡に拠っている諸勢力は尽く石祗に呼応した。石祗は石琨を相国に任じ、姚弋仲を右丞相・親趙王とし、その子である姚襄を驃騎将軍・豫州刺史・新昌公とした。
4月、石祗は冉閔討伐の兵を興すと、石琨に10万の兵を与えて本拠地である鄴の攻略を命じた。6月、石琨は邯鄲まで軍を進めて陣を構えると、劉国もまた繁陽から出陣して石琨に合流した。だが、彼らは冉魏の衛将軍王泰に大敗を喫して万を越える兵を失い、劉国は繁陽へ撤退した。
8月、張賀度・段勤・劉国・靳豚が結託して鄴へ侵攻すると、冉魏の行台都督劉羣がこれを迎え撃ち、冉閔自らも精鋭8万を率いて軍の後詰となった。両軍は蒼亭において戦闘となったが、張賀度らは大敗を喫して軍は潰滅し、2万8千の兵を失った。さらに、陰安まで追撃を受け、靳豚は戦死して残兵は尽く捕虜となった。
11月、冉閔は歩騎兵併せて10万を率い、襄国へ侵攻した。351年2月、冉閔が襄国を包囲して百日余りが経過した。進退窮まった石祗は皇帝号を取り去って趙王を称すと、太尉張挙を前燕皇帝慕容儁の下へ派遣し、伝国璽（本物の伝国璽はこのとき鄴にあったので、これは偽作したものである）を渡す見返りとして援軍を要請した。さらに中軍将軍張春を姚弋仲の下へ派遣し、同じく援軍を要請した。姚弋仲はこれに応じ、子の姚襄に2万8千の騎兵を与えて滆頭から救援に派遣し、前燕へも使者を派遣して出兵を促すと、前燕もまたこれに呼応し、禦難将軍悦綰に3万の兵を与えて龍城より出撃を命じ、姚襄と合流させた。さらに、冀州にいた石琨も兵を挙げて石祗の救援に向かった。3月、姚襄と石琨が襄国に逼迫すると、冉閔は車騎将軍胡睦を長蘆へ派遣して姚襄を迎撃させ、将軍孫威を黄丘に派遣して石琨を迎撃させたが、姚襄・石琨はいずれも敵軍を破って軍を壊滅させた。その為、冉閔は全軍を挙げて姚襄・石琨と対峙したが、この時悦綰もまた冉魏軍から僅か数里の所まで接近しており、悦綰・姚襄・石琨は三方から冉閔を攻め立て、さらに石祗は後方から攻撃し、冉閔を大いに破った。この戦いで、胡睦・司空石璞・尚書令徐機・中書監盧諶・侍中李琳・少府王鬱・尚書劉欽・劉休らを始め、10万の将兵を戦死させた。冉閔はかろうじて鄴へ撤退したが、冉閔に従っていた胡人の栗特康は冉胤と左僕射劉奇を捕らえて後趙へ降伏した。石祗は両者を処刑した。
同月、石祗は側近の将軍劉顕へ7万の兵を与えて鄴へ侵攻させた。劉顕は鄴から23里の距離にある明光宮に駐屯したが、迎撃に出た冉閔に敗れて敗走し、陽平まで追撃を受けて3万の兵を失った。劉顕は冉閔を大いに恐れ、密かに降伏の使者を派遣すると、石祗を殺害する代わりに助命を申し出た。冉閔はこれに応じ、追撃を中止して引き返した。
4月、襄国に帰還した劉顕は石祗を始め、丞相楽安王石炳・太宰趙庶ら10人余りを殺害して襄国を制圧すると、その首級を鄴へ送った。冉閔は石祗の首を道端で焼き払った。

## 宗室

### 父母
- 父：太祖武帝（石虎）

### 兄弟
- 石邃（廃太子）
- 石宣（廃太子）
- 石韜
- 石世（廃帝斉公）
- 石遵（廃帝彭城王）
- 石沖
- 石苞
- 石鑑（廃帝義陽王）
- 石琨